# Pio Rossi
Pio Rossi (Forlì, 1886 – Pordenone, 1969) è stato un pittore italiano.

## Biografia
Si costruisce una sua esperienza pittorica da autodidatta, cominciando a dipingere molto presto e ad esporre dal 1907. Nel 1912 ottiene, presentandosi privatista, i diploma all'Accademia di Belle Arti di Bologna. Nello stesso anno vince il concorso a Direttore della Scuola d'Arte di S. Sofia di Romagna. 
Partecipa alla prima guerra mondiale; coinvolto nella ritirata di Caporetto, di questa ha lasciato alcune testimonianze grafiche ed un diario recentemente ritrovato e pubblicato (La prima guerra mondiale di Pio Rossi, edito da Biblioteca dell'Immagine nel 2014). Dopo la guerra si trasferisce a Pordenone dove sarà prima insegnante e poi preside.
Esercitò attività di illustratore, specialmente durante i suoi anni romagnoli, curando le riviste Il Plaustro, La Piè e Romagna, illustrando romanzi, racconti e poesie di Antonio Beltramelli, Rino Alessi, Federico De Maria, Aldo Spallicci ed altri.